# Las Majadas, Zitácuaro
Las Majadas är en ort i Mexiko.   Den ligger i kommunen Zitácuaro och delstaten Michoacán de Ocampo, i den södra delen av landet, 140 km väster om huvudstaden Mexico City. Las Majadas ligger 1 428 meter över havet och antalet invånare är 410.
Terrängen runt Las Majadas är lite bergig. Runt Las Majadas är det tätbefolkat, med 257 invånare per kvadratkilometer. Närmaste större samhälle är Heróica Zitácuaro, 13,3 km nordost om Las Majadas. I omgivningarna runt Las Majadas växer huvudsakligen savannskog.